# Списак акција Диверзантског батаљона Војводине
Диверзантски ударни батаљон Главног штаба НОВ и ПО Војводине основан је у Срему 14. новембра 1943. Имао је три чете од са око 80 бораца.
Чете су имале следећи распоред и задужења:
- 1. чета дејствовала је на железничким и друмским комуникацијама Винковци-Сремска Митровица
- 2. чета дејствовала је на комуникацији Сремска Митровица-Земун
- 3. чета дејствовала је на линијама Рума-Врдник и Рума-Кленак.

Августа 1944. Диверзантски батаљон преименован је у Јуришни батаљон са око 250 бораца, а 11. септембра 1944. ушао у састав 11. војвођанске бригаде.
| датум              | јединица              | место                                                     | опис акције |
| ------------------ | --------------------- | --------------------------------------------------------- | --- |
| 29. новембра 1943. | делови батаљона       | између Батајнице и Нове Пазове (код Земуна)               | минирана пруга и уништена локомотива и 7 вагона немачког брзог воза.                                                                      |
| 2. децембра 1943.  | делови батаљона       | између Илаче и Шидских Бановаца                           | мином избачен из шина немачки војни теретни воз са ратним материјалом и уништена локомотива и 8 вагона.                                   |
| 3. децембра 1943.  | делови батаљона       | код Старе Пазове                                          | минирана и разрушена 3 друмска моста. |
| 4. децембра 1943.  | делови батаљона       | између Шида и с. Гибарца                                  | минирана пруга и уништена локомотива и 10 вагона немачког транспортног воза.                                                              |
| 4. децембра 1943.  | делови батаљона       | код Буђановаца                                            | порушен мост преко канала Јарчине, због чега је саобраћај вршен успорено.                                                                 |
| 4. децембра 1943.  | делови батаљона       | између Шида и Товарника                                   | минирана пруга и уништена једна локомотива и по неколико вагона из две композиције. Немачка полиција је, за одмазду, обесила 15 родољуба. |
| 8. децембра 1943.  | делови батаљона       | између Бачинаца и Кукујеваца код Шида                     | минирана пруга и уништена локомотива и 2 вагона.                                                                                          |
| 11. децембра 1943. | делови батаљона       | између Мартинаца Лаћарка                                  | минирана пруга и уништена локомотива и 4 вагона теретног воза.                                                                            |
| 11. децембра 1943. | група бораца батаљона | између Батајнице и Нове Пазове                            | минирана пруга и уништена локомотива и неколико вагона немачког транспортног воза.                                                        |
| 12. децембра 1943. | група бораца батаљона | између Путинаца и Голубинаца код Старе Пазове             | минирана пруга и уништена локомотива и неколико вагона.                                                                                   |
| 13. децембра 1943. | делови батаљона       | између Старе и Нове Пазове                                | минирана пруга и уништена локомотива и неколико вагона теретног воза.                                                                     |
| 18. децембра 1943. | 2. чета               | између Путинаца и Голубинаца код Старе Пазове             | минирана пруга и уништена локомотива и неколико вагона теретног воза.                                                                     |
| 21. децембра 1943. | 2. чета               | између Путинаца и Голубинаца код Старе Пазове             | минирана пруга и уништена локомотива и 4 вагона транспортног воза.                                                                        |
| 27. децембра 1943. | делови батаљона       | између Руме и Вогња                                       | минирана пруга и уништена локомотива и 3 вагона теретног воза.                                                                            |
| 28. децембра 1943. | делови батаљона       | између Кузмина и Кукујеваца код Сремске Митровице         | минирана пруга и уништена локомтива и 5 вагона теретног воза с ратним материјалом.                                                        |
| 29. децембра 1943. | делови батаљона       | између Нове Пазове и Батајнице код Земуна                 | минирана пруга и уништена локомотива и 5 вагона.                                                                                          |
| 3. јануар 1944.    | делови 2. чете        | између Сремске Митровице и Лаћарка                        | минирана пруга, уништена локомотива и неколико вагона транспортног воза.                                                                  |
| 8. јануар 1944.    | делови 2. чете        | између Кукујеваца и Бачинаца (код Шида)                   | минирањем срушен транспортни воз с ратним материјалом - уништени су локомотива и неколико вагона.                                         |
| 9. јануар 1944.    | делови 2. чете        | између Нове Пазове и Батајнице (код Земуна)               | минирањем срушен транспортни воз с ратним материјалом - уништени су локомотива и 5 вагона.                                                |
| 10. јануар 1944.   | делови 1. чете        | између Товарника и Илаче (код Шида)                       | напад из заседе жандармеријску патролу. Погинула су 4 а рањен је 1 жандарм.                                                               |
| 13. јануар 1944.   | делови 2. чете        | између Путинаца и Краљеваца (код Руме)                    | минирањем срушен транспортни воз с ратним материјалом - ништени су локомотива и 6 вагона.                                                 |
| 16. јануар 1944.   | 2. чета               | између Руме и Краљеваца                                   | минирана пруга и уништена локомотива и 6 вагона теретног воза.                                                                            |
| 20. јануар 1944.   | делови 2. чете        | између Нове Пазове и Батајнице (код Земуна)               | минирана пруга и уништена локомотива и, неколико вагона теретног воза с ратним материјалом.                                               |
| 6. фебруар 1944.   | 1. чета               | између Мартинаца и Лаћарка (код Сремске Митровице)        | минирана пруга и уништена локомотива и неколико вагона брзог воза.                                                                        |
| 12. фебруар 1944.  | делови 2. чете        | између Путинаца и Голубинаца (код Инђије)                 | минирана пруга и уништена локомотива и неколико вагона теретног воза с ратним материјалом.                                                |
| 12. фебруар 1944.  | 1. чета               | између Мартинаца и Лаћарка (код Сремске Митровице)        | минирањем срушен теретни воз и уништена локомотива и 6 вагона.                                                                            |
| 19. фебруар 1944.  | 1. чета               | између с. Мартинаца и с. Лаћарка (код Сремске Митровице)  | минирана пруга, уништени су локомотива и 6 вагона транспортног воза с ратним материјалом.                                                 |
| 25. фебруар 1944.  | 1. чета               | између Гибарца и Баћинаца (код Шида)                      | минирана пруга, уништени су локомотива и 8 вагона транспортног воза с ратним материјалом.                                                 |
| 26. фебруар 1944.  | 1 чета                | између Гибарца и Кукујеваца (код Шида)                    | минирана пруга, уништени су локомотива и 1 вагон а пруга је оштећена.                                                                     |
| 28. фебруар 1944.  | 1. чета               | код Мартинаца (близу Сремске Митровице)                   | минирана пруга, уништени су локомотива и већи број вагона транспортног воза с ратним материјалом.                                         |
| 10. март 1944.     | делови батаљона       | између Мартинаца и Лаћарка (код Сремске Митровице)        | минирана пруга, услед чега је са шина искочила локомотива и 5 вагона теретног воза.                                                       |
| 11. март 1944.     | група бораца          | у рејону ж. ст. Вогањ (на прузи Рума - Сремска Митровица) | минирањем пруге оштетила локомотива и 5 вагона теретног воза.                                                                             |
| 14. март 1944.     | делови 1. чете        | између Мартинаца и Лаћарка (код Сремске Митровице)        | минирањем пруге уништена локомотива и неколико вагона транспортног воза.                                                                  |
| 16. март 1944.     | 2. чета               | између Сремске Митровице и Лаћарка                        | минирала пругу, услед чега су тендер и 6 вагона теретног воза избачени са шина.                                                           |
| 30. март 1944.     | делови 2. чете        | у рејону ж. ст. Вогањ (на прузи Рума - Сремска Митровица) | минирањем пруге уништена локомотива и неколико вагона брзог воза.                                                                         |
| 2. април 1944.     | 1. чета               | између Товарника и Шида                                   | минирањем пруге уништена локомотива и 4 вагона транспортног воза.                                                                         |
| 7. април 1944.     | 2. чета               | између Путинаца и Краљеваца (код Руме)                    | минирањем пруге уништена локомотива и неколико вагона                                                                                     |
| 12. април 1944.    | 1. чета               | између Сремске Митровице и Вогња                          | минирањем пруге уништена локомотива и неколико вагона путничког воза.                                                                     |
| 17. април 1944.    | 2. чета               | између Краљеваца и Путинаца (код Руме)                    | минирањем пруге уништена локомотива и неколико вагона теретног воза.                                                                      |
| 20. април 1944.    | 2. чета               | између Нове Пазове и Батајнице (код Земуна)               | минирањем пруге уништена локомотива и неколико вагона транспортног воза.                                                                  |
| 26. април 1944.    | 1. чета               | између Мартинаца и Лаћарка (код Сремске Митровице)        | минирањем пруге уништена локомотива и неколико вагона.                                                                                    |
| 27. април 1944.    | делови 2. чете        | између Путинаца и с Голубинаца (код Инђије)               | минирањем пруге уништена локомотива и неколико вагона транспортног воза с ратним материјалом.                                             |
| 27. април 1944.    | делови 1. чете        | између Сремске Митровице и Вогња                          | минирањем пруге уништена локомотива и неколико вагона.                                                                                    |
| 28. април 1944.    | делови 1. чете        | између Сремске Митровице и Лаћарка                        | минирањем пруге уништена локомотива и неколико вагона транспортног воза                                                                   |
| 30. април 1944.    | делови 2. чете        | између Путинаца и Краљеваца (код Руме)                    | минирањем пруге уништена локомотива и неколико вагона путничког воза.                                                                     |
| 2. мај 1944.       | делови 1. чете        | између Лаћарка и Мартинаца (код Сремске Митровице)        | минирањем пруге уништена локомотива и неколико вагона теретног воза.                                                                      |
| 4. мај 1944.       | делови 1. чете        | између Сремске Митровице и Лаћарка                        | минирањем пруге уништена локомотива и неколико вагона путничког воза.                                                                     |
| 5. мај 1944.       | делови 2. чете        | између Путинаца и Голубинаца (код Инђије)                 | минирањем пруге уништена 2 локомотиве и 10 вагона.                                                                                        |
| 14. мај 1944.      | 2. чета               | између Руме и Краљеваца                                   | минирањем пруге уништена локомотива и неколико вагона-цистерни.                                                                           |
| 15. мај 1944.      | 1. чета               | код Шида                                                  | минирањем пруге уништена локомотива и неколико вагона транспортног воза с ратним материјалом.                                             |
| 21. мај 1944.      | 1. чета               | између Гибарца и Бачинаца (код Шида)                      | минирањем пруге уништена локомотива и неколико вагона и оштећен један мост.                                                               |
| 28. мај 1944.      | делови батаљона       | између Шида и Гибарца                                     | минирањем пруге уништена локомотива и 5 вагона транспортног воза с ратним материјалом.                                                    |
| 28. мај 1944.      | делови батаљона       | између Руме и Краљеваца                                   | минирањем пруге уништена локомотива и неколико вагона с трупама.                                                                          |
| 30. мај 1944.      | делови батаљона       | између Гибарца и Баћинаца (код Шида)                      | минирањем пруге уништена локомотива и 8 вагона транспортног воза с ратним материјалом.                                                    |
| 4. јун 1944.       | делови батаљона       | између Сремских Карловаца и Чортановаца                   | минирањем пруге срушен транспортни воз с трупама.                                                                                         |
| 30. јун 1944.      | делови батаљона       | код Лежимир а (близу Сремске Митровице)                   | уништен немачки тенк и камион. |
| 5. јули 1944.      | 2. чета               | између Путинаца и Голубинаца (код Старе Пазове)           | минирана пруга, услед чега су оштећена 2 вагона путничког воза.                                                                           |
| 11. јули 1944.     | делови батаљона       | код Сремске Митровице                                     | миниран пут Бешеново - Шуљам - Гргуревци                                                                                                  |
| 17. јули 1944.     | делови батаљона       | код Сремске Митровице                                     | порушено 150 метара железничке пруге. |
| 19. јули 1944.     | делови батаљона       | код Инђије                                                | минирањем пруге срушен немачки транспортни воз.                                                                                           |
| 23. јули 1944.     | делови батаљона       | између Сремске Митровице и Вогња                          | минирањем срушена железничка пруга. |